# Bleptina nisosalis
Bleptina nisosalis là một loài bướm đêm trong họ Noctuidae.